# Eutreta rotundipennis
Eutreta rotundipennis är en tvåvingeart som först beskrevs av Friedrich Hermann Loew 1862.  Eutreta rotundipennis ingår i släktet Eutreta och familjen borrflugor. Inga underarter finns listade i Catalogue of Life.